# 草原上
《草原上》，劉明源於1956年創作發表具蒙古族音樂風格的中胡獨奏曲，劉明源以此曲參加第6届世界青年聯歡節並獲金獎。
此曲為中胡第1首獨奏曲，使原為加強樂團中音聲部表現力所創製的中胡成為獨奏樂器，亦鼓勵作曲者參與中胡音樂的創作。